# Caio Cornélio Raro Sêxtio
Caio Cornélio Raro Sêxtio (em latim: Gaius Cornelius Rarus Sextius Na(..?)) foi um senador romano nomeado cônsul sufecto para o nundínio de setembro a dezembro de 93 com um colega de nome desconhecido (Túcio Cerial?). Sua existência é conhecida apenas através de uma inscrição em mármore do século II que aparentemente adornava o Arco de Trajano, em Léptis Magna, instalada no começo da obra. Infelizmente ela está bastante danificada.

## Carreira
Depois de seu consulado, foi procônsul da África entre 108 e 109. Foi provavelmente durante o seu mandato que começou a construção do Arco de Trajano, que terminou já no mandato de Quinto Pompônio Rufo, seu sucessor.
Sabe-se que ele foi também membro do prestigioso colégio dos quindecênviros dos fatos sagrados.